# Denos Adjima Beche
Denos Adjima Beche (ur. 30 listopada 1943) – iworyjski lekkoatleta, średniodystansowiec, uczestnik igrzysk olimpijskich (1964).
Wziął udział w letnich igrzyskach olimpijskich w Tokio w 1964 roku. Wystąpił w jednej konkurencji – biegu na 1500 m, rozegranym 21 października. W rundzie eliminacyjnej uzyskał czas 3:53,5, który dał mu siódme miejsce. W efekcie Beche nie awansował do dalszej części rywalizacji olimpijskiej.